# 퀸스 칼리지 (옥스퍼드 대학교)
퀸즈 칼리지(The Queen's College)는 옥스퍼드 대학교내에 있는 부속 대학교이다. 1341년에 로버트 디 에글레스필드에 의해 에드워드 3세의 부인인 하이놀트의 필리파 여왕을 기념하기 위해 세워졌다.

## 같이 보기
- 분류:옥스퍼드 대학교 퀸스 칼리지 교수
- 대니얼 패러데이